# Andrej Ďurkovský

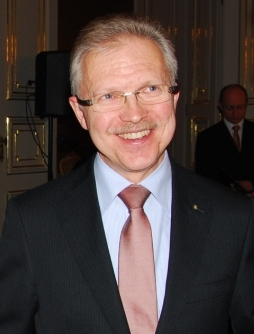
Andrej Ďurkovský

Andrej Ďurkovský (Bratislava, 5 de setembro de 1958) é um político da Eslováquia. Membro do Christian Democratic Movement, é o atual prefeito de Bratislava, que ganhou as eleições em 2006 como candidato da coalizão KDH-SDKÚ e está cumprindo seu segundo mandato. A prefeitura é o órgão legislativo da cidade, responsável por qüestões como orçamento, as ordens locais, o planejamento urbano, a manutenção de estradas, a educação e a cultura. O Conselho reúne-se normalmente uma vez ao mês e compõe-se de 80 membros eleitos para períodos de quatro anos coincidindo com a prefeitura. Muitas das funções executivas do conselho levam-se a cabo por em a comissão do conselho de direção da cidade. A comissão da cidade é um órgão de 28 membros integrado pelo prefeito e seus adjuntos, os prefeitos de bairro, e até um máximo de dez membros de conselho de cidade. O conselho é um órgão executivo e de controle da cidade e também tem uma função de assessoramento ao prefeito.